# Амирово (Иглинский район)
Амирово (баш. Әмир) — деревня в Иглинском районе Республики Башкортостан Российской Федерации. Входит в состав Майского сельсовета. 

## География

### Географическое положение
Расстояние до:
- районного центра (Иглино): 64 км,
- центра сельсовета (Майский): 7 км,
- ближайшей ж/д станции (Улу-Теляк): 20 км.

## Население
| 2002 | 2009 | 2010 |
| ---- | ---- | ---- |
| 38   | ↘33  | ↘26  |

Национальный состав
Согласно переписи 2002 года, преобладающая национальность — башкиры (81 %).